# Gastroptychus hawaiiensis
Gastroptychus hawaiiensis är en kräftdjursart som beskrevs av Baba 1977. Gastroptychus hawaiiensis ingår i släktet Gastroptychus och familjen Chirostylidae. Inga underarter finns listade i Catalogue of Life.